# Somié
Somié är en ort i Kamerun.   Den ligger i regionen Adamaouaregionen, i den centrala delen av landet, 290 km norr om huvudstaden Yaoundé. Somié ligger 800 meter över havet och antalet invånare är 2 000.
Terrängen runt Somié är varierad. Trakten runt Somié är glesbefolkad, med 17 invånare per kvadratkilometer. Det finns inga andra samhällen i närheten. Trakten runt Somié är huvudsakligen savannskog.